# Okay okay (S1 E2)
Okay okay (S1 E2) è un singolo del cantautore italiano Mameli, pubblicato il 24 maggio 2024 come terzo estratto dal secondo EP Fino all'ultimo respiro.

## Video musicale
Il videoclip raffigura Claudia e Giovanni, protagonisti anche del video di Mai love (S1 E1) che si baciano e ballano mentre sono ancora bloccati in ascensore.

## Descrizione
La canzone riprende la storia delle precedenti due canzoni, in questo caso il singolo parla di quando in una relazione, da entrambe le parti, si finge che sia sempre tutto okay.

## Tracce
Testi di Mario Castiglione, Raffaele Esposito, musiche di Oscar "Bdope" Inglese.
1. Okay okay (S1 E2) – 2:55